# Edwin Huizinga
Edwin Huizinga (Drachten, 31 december 1970 is een Nederlandse voetballer.
Huizinga was tussen 1987 en 1997 actief voor sc Heerenveen. Tussentijds werd hij anderhalf jaar lang verhuurd aan FC Emmen. Huizinga speelde zo'n twintig wedstrijden voor sc Heerenveen, hoofdzakelijk in de eerste divisie. Daarna kwam hij uit voor de amateurs van Harkemase Boys.